# Muzayna
Muzayna (nisba Mizani) fou una tribu àrab que en temps de Mahoma vivia al sud de Medina. Es van fer musulmans aviat quan el Profeta es va establir a Medina i van lluitar a Badr i Úhud. Van restar fidels durant la Ridda. Van participar en la conquesta de Pèrsia i grups de la tribu es van establir a Bàssora i Kufa. Van donar suport a Alí ibn Abi-Tàlib. Algun grup de la tribu va anar a Egipte, on van desaparèixer absorbits per altres grups més grans. Un petit grup va arribar fins a Baena a l'Àndalus. La major part de la tribu va restar no obstant al Hijaz. Al final del segle xvi i la primera meitat del XVII la major part van emigrar al Sinaí on van formar la confederació de tawara amb els ukaylat i els sawaliha, al sud de la península. Els que van quedar al Hijaz van emigrar cap Aràbia central a l'inici del segle xix.